# Euganeische Hügel

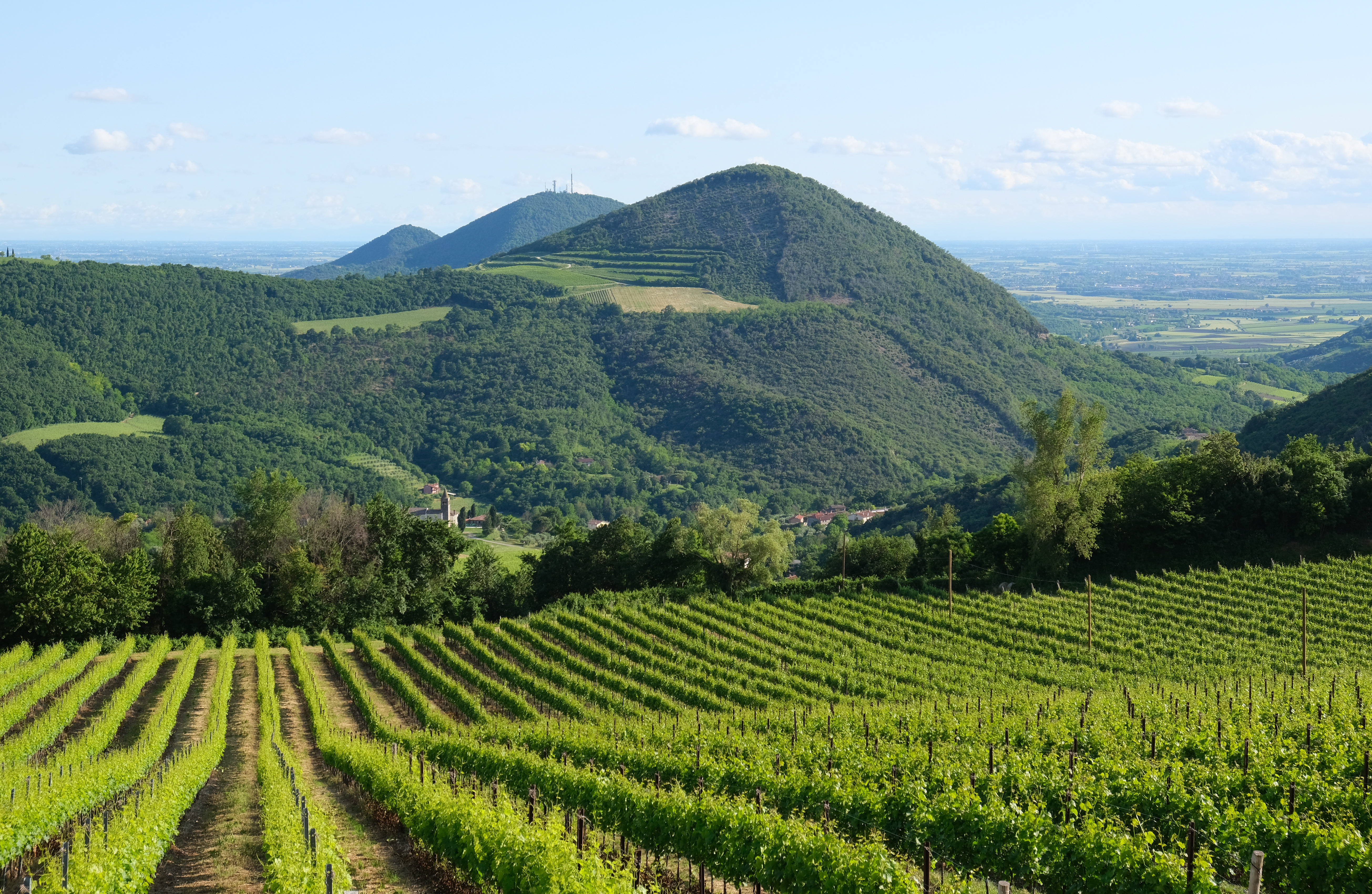
Der Monte Rusta

Die Euganeischen Hügel (italienisch Colli Euganei) sind eine Hügelkette vulkanischen Ursprungs, die sich in Norditalien wenige Kilometer südwestlich von Padua aus der Po-Ebene erhebt. Im Jahr 1989 wurden sie zum ersten Naturpark der Region Venetien ernannt (Parco regionale dei Colli Euganei mit einer Fläche von 18.694 Hektar).
Die gesamte Hügelkette hat im Durchschnitt eine Länge von ungefähr 15 und Breite von zirka 12 Kilometern. Die höchste Erhebung ist der Monte Venda mit 601 m.
Der Name der Hügelkette ist vom halb-mythischen Volk der Euganeer entlehnt, die das Gebiet vor den Venetern bewohnt haben sollen. Bekannt ist das Gebiet heute vor allem wegen seiner geothermischen Aktivitäten, die Abano Terme, Montegrotto Terme und Galzignano Terme zu bedeutsamen Kurorten machen.

## Geologie

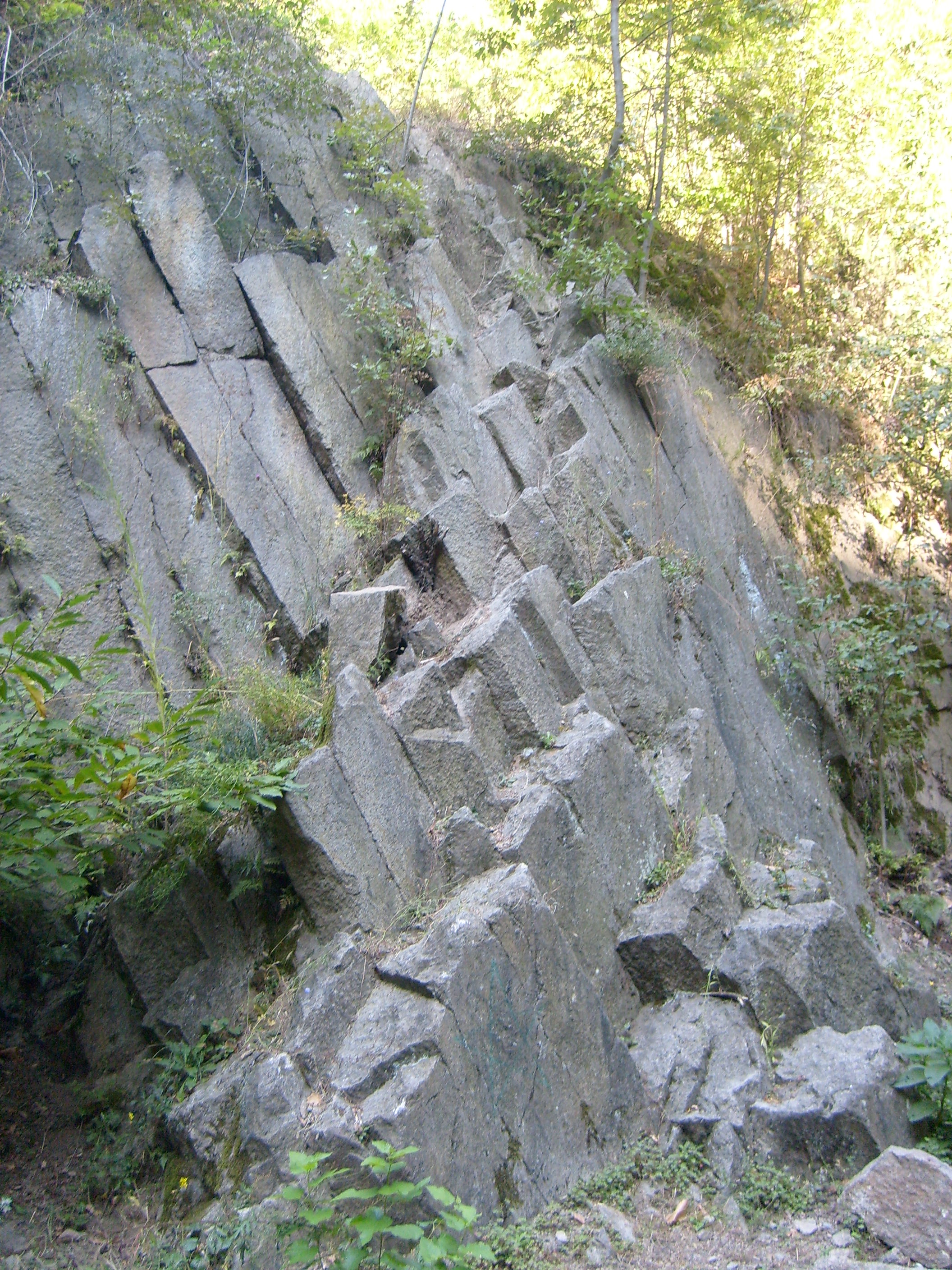
Säulenartig geklüfteter Rhyolith in einem auflässigen Steinbruch am Monte Cinto

Am Rande der Euganeischen Hügel treten ältere Gesteine zutage, die nicht vulkanischen Ursprunges sind. Stattdessen handelt es sich um fossilführende, marin-pelagische Sedimentgesteine überwiegend karbonatischer Zusammensetzung. Die ältesten dieser Gesteine sind rötliche, knollig ausgebildete Kalksteine des Oberjura, die aufgrund ihres relativ hohen Gehaltes an Ammoniten Rosso Ammonitico genannt werden. Der Rosso Ammonitico wird überlagert von sehr feinkörnigem (mikritischem) weißem Kalkstein der Kreidezeit (Biancone) sowie ebenfalls feinkörnigem, oft rötlichem Kalkstein spätkreidezeitlichen bis früheozänen Alters (Scaglia Rossa). Auf diese folgen die sogenannten Euganeischen Mergel (Marne Euganee), die einen relativ hohen Ton-Anteil aufweisen und deren Ablagerung vom Eozän bis ins frühe Oligozän währte. Alle diese Formationen finden sich in identischer oder ähnlicher Ausbildung auch in Teilen der Alpen und der Apenninen.
Die charakteristischen Kegelformen, in denen sich die Euganeischen Hügel heute darbieten, bestehen jedoch überwiegend aus vulkanischem Gestein, das zudem nur lokal vorkommt und zwei vulkanischen Phasen entstammt. Während der ersten Phase im Eozän wurde dünnflüssige basische Lava gefördert, die sofern sie am Meeresgrund austrat, in Form sogenannter Kissenlava überliefert ist. Im Oligozän folgte nach einer vulkanischen Ruhephase die Förderung zähflüssigerer, saurerer Lava, die zu dem Trachyt-, Rhyolith- und Latit-Gestein erstarrte, das für die Hügel so charakteristisch ist. Die höchsten Vulkanbauten dieser zweiten Phase ragten damals wahrscheinlich als vulkanische Inselgruppe über die Meeresoberfläche hinaus. Die heutigen Hügel sind jedoch nicht identisch mit diesen Inseln, sondern es handelt sich um Lava, die relativ dicht unterhalb des oligozänen Meeresbodens erstarrt war und durch Verwitterung und Erosion aus den sie umgebenden Sedimentgesteinen herauspräpariert wurden, nachdem sich das Meer aus der Poebene zurückgezogen hatte.

## Flora

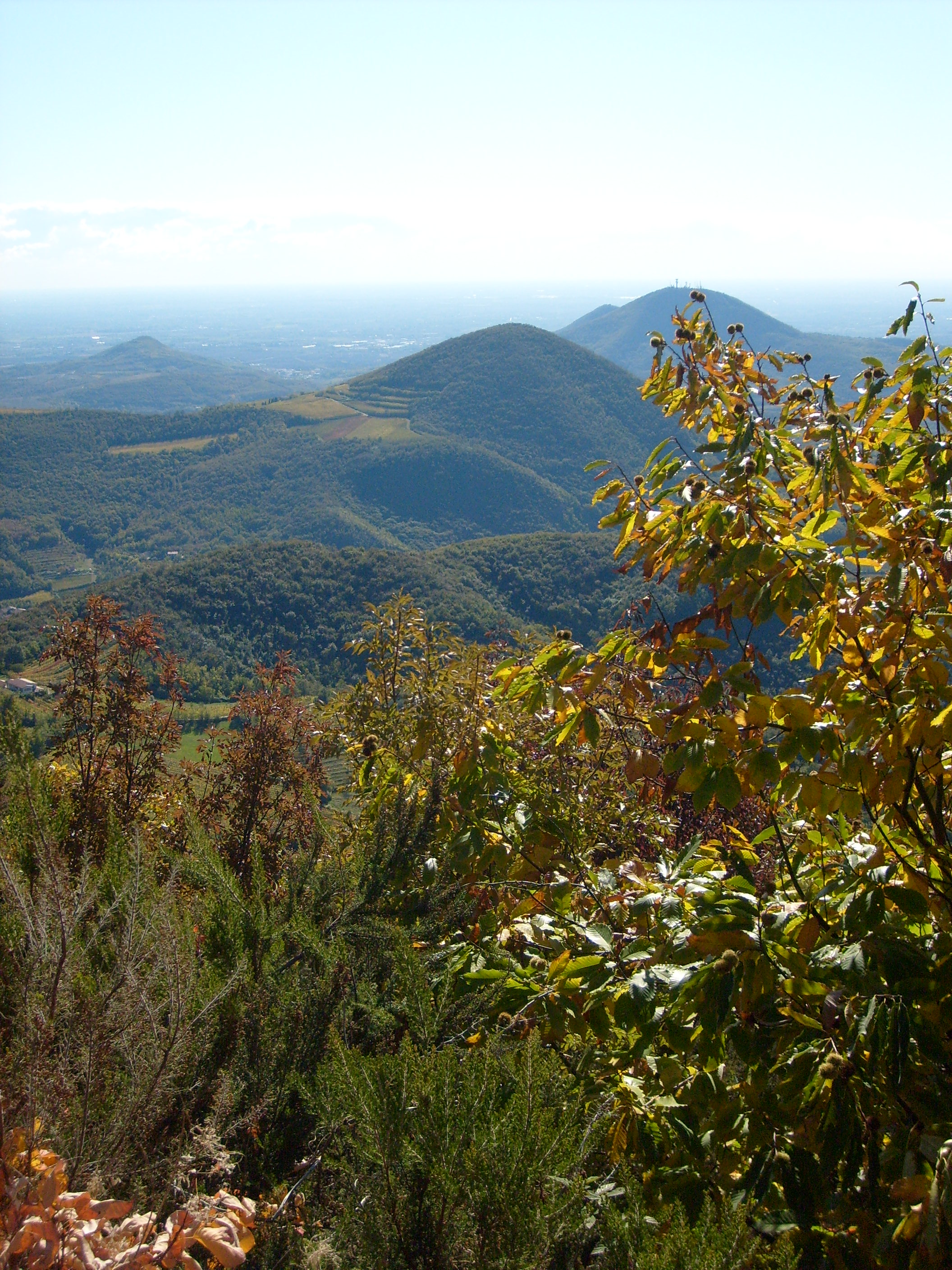
Ausblick vom Monte Venda

Die Flora der Hügelkette überrascht durch einen großen Artenreichtum. Die verschiedenen Böden, die einzigartige Morphologie der Erhöhungen, die damit verbundenen unterschiedlichen Mikroklimata, die geographische Isolierung von anderen Höhenzügen und die abwechselnden klimatischen Gegebenheiten seit ihrer Entstehung (siehe Eiszeit) haben die Euganeischen Hügel zu einer komplexen Naturlandschaft gemacht, in der auf engem Raum sowohl aride als auch montane und submontane Vegetationsformen zusammenleben.
Auf den felsigen Vulkanhügeln wächst in trockenen, dem Wind ausgesetzten Lagen großflächig immergrüne Macchia. Vorzugsweise im Norden auf feuchten humusreichen Böden erstrecken sich hingegen kräftige Kastanienwälder mit einer Vielzahl von Frühlingsblumen wie Schneeglöckchen, Anemonen und Narzissen. Auf den trockeneren Böden an der Südseite gibt es lichte Eichenwälder mit einem Untergehölz von Weißdorn, Ginster, Liguster und Erika. Die auf gerodeten Flächen entstandenen Trockenwiesen, die für Ackerbau und Viehzucht aufgegeben wurden, sollen von der Regionalparkverwaltung der Natur zurückgegeben werden. Teilweise hat sich die Macchia hier schon wieder ausgebreitet, in deren Dickicht sich wieder endemische Rautengewächse (Haplophyllum patavinum) sowie verschiedene Orchideenarten angesiedelt haben.
Die aus Amerika im 17. Jahrhundert als Zierbaum eingeführte Robinie hat sich stärker ausgebreitet als beabsichtigt; die Regionalparkverwaltung plant, sie zu entfernen, da sie den natürlichen Vegetationsformen Platz wegnimmt und nur ein monotones Untergehölz von Holunder und Brombeere aufkommen lässt.

## Fauna
Größere Säugetiere sind auf den Hügeln bereits seit der Antike nicht mehr anzutreffen. In jüngerer Zeit wurden illegalerweise Wildschweine ausgewildert, die sich vermehren und inzwischen auch Schäden in der Landwirtschaft anrichten.
Kleine Insektenfresser wie Igel, Maulwurf und Waldspitzmaus, Nagetiere wie Siebenschläfer und Haselmaus sowie Fleischfresser wie Dachs, Steinmarder und Wiesel sind regelmäßig im gesamten Naturpark anzutreffen. Verschiedene Eidechsenarten leben auf den sonnig-warmen trockenen Felsen, während in den abgelegenen Wald- und Macchiagebieten für mediterrane Gebiete typische ungiftige Nattern (z. B. die Gelbgrüne Zornnatter und Äskulapnatter) sowie Ringelnattern und Blindschleichen vorkommen. In den feuchten Waldgebieten an kleinen Tümpeln leben Molche, Frösche und Kröten, u. a. die an stehenden Gewässern verbreitete Gelbbauchunke; Quellen und kleine Bäche sind Lebensraum des Feuersalamanders.
Unter den über 100 Vogelarten sind in den Waldgebieten als Überwinterer Waldschnepfe und Wacholderdrossel anzutreffen; nur in den Sommermonaten erscheinen Wiedehopf, Goldamsel, Kuckuck, Neuntöter und Schwanzmeise. Finken und Stieglitze gibt es ganzjährig.
In offenem Wiesengelände finden sich das ganze Jahr verschiedene Lerchenarten sowie im Sommer zusätzlich der Ziegenmelker.
Häufigster tagaktiver Greifvogel ist der Mäusebussard; außerdem kommen Turmfalke, Sperber und seltener der Baumfalke vor. Unter den Nachtaktiven sind verschiedene Eulenarten im Regionalpark nachgewiesen worden.

## Infrastruktur
Ein Netz von teilweise extrem schmalen, steilen und kurvenreichen Straßen verbindet die einzelnen Ortsteile der Gemeinden miteinander quer durch die Hügel. Auch einzelne Gipfel (beispielsweise Monte Rua und Monte della Madonna) sind mit dem PKW anfahrbar. Die Zufahrtsstraße zu nicht mehr genutzten militärischen Installationen und Sendeanlagen am Monte Venda ist für die Öffentlichkeit gesperrt.
Neben diesem Straßennetz durchzieht ein breites, von der Regionalparkverwaltung angelegtes Wanderwegenetz die Hügel. Einige Hauptattraktionen unter den Kulturgütern lassen sich nur zu Fuß oder mit dem Fahrrad erreichen.
16 ausgewiesene Rundwanderwege unterschiedlicher Schwierigkeitsgrade sind zwischen 1,5 und 21 Kilometer lang, im Durchschnitt ca. fünf Kilometer. Auf 40,6 km Strecke führt der Fernwanderweg Alta Via dei Colli Euganei über die Hügelkämme. Touristische Wandersaison sind Frühjahr und Herbst. Der Sommer ist zu heiß, und im Winter können in Höhenlagen Straßen und Wege vereist sein.

## Kulturgüter
Zu den kulturellen Hauptattraktionen der Euganeischen Hügel gehören:
- Abbazia di Praglia: Benediktinerabtei ca. 6 km westlich von Abano Terme mit Renaissance-Klosterkirche und Kreuzgang;
- Casa di Petrarca: Alterswohnsitz von Francesco Petrarca in Arquà Petrarca mit Museum und Gärten;
- Villa Barbarigo: Landsitz und Barockgarten einer venezianischen Prokuratorenfamilie in Valzanzibio, Ortsteil von Galzignano Terme;
- Castello del Catajo bei Battaglia Terme; wehrhafte Wohnanlage des venezianischen Condottiere Pio Enea degli Olbizzi (1570);
- verschiedene Renaissance- und Barockvillen mit Gärten aus dem 16. und 17. Jahrhundert in allen Gemeinden der Euganeischen Hügel; teilweise verfallen, teilweise restauriert und wieder in Privatbesitz
- Monastero degli Olivetani: Ruinen einer romanischen Einsiedelei (später Benediktinerabtei) unterhalb des Monte Venda
- Monte della Madonna: Romanische Marien-Einsiedelei, ab 1508 zur Benediktinerabtei von Praglia gehörig; in den 1960er Jahren restauriert, mit Kreuzgang
- Monte Rua: Bewohnte Einsiedelei der Kamaldulenser
- Monte Orbieso: Ruinen eines Benediktinerklosters aus dem 13. Jahrhundert bei Galzignano Terme
- Villa dei Vescovi: Bischofspalast aus dem 16. Jahrhundert in Torreglia, Ortsteil Luvigliano.

Die Besonderheit dieser Kulturlandschaft liegt in der Einbettung der abgelegenen Villen, Klöster und Klosterruinen in das Ensemble der kegelförmigen Euganeischen Hügel mit ihren Wäldern, Rebhängen, Obstwiesen und Olivenhainen.

## Landwirtschaft
Von der Gemeindefläche werden 80 % landwirtschaftlich genutzt. Die Landwirtschaft hat in dem Gebiet eine lange historische Tradition; insbesondere Wein- und Olivenanbau sind bereits durch die römische Geschichtsschreibung nachgewiesen. Nach einem vorübergehenden Niedergang im frühen Mittelalter wurden beide Traditionen in der Republik Venedig, der die Euganeischen Hügel vom 15. Jahrhundert bis zu deren Ende 1797 angehörten, wieder aufgegriffen und bis zum heutigen Tag beibehalten.
Die Regionalparkverwaltung setzt sich für eine nachhaltige und umweltgerechte Produktion landestypischer Güter ein, so dass ein gesundes Gleichgewicht zwischen den landwirtschaftlich genutzten Arealen an den Hängen sowie am Fuße der Hügel sowie den der Natur überlassenen Zonen in den Höhenlagen erzielt werden soll.
Aus der Region kommen DOC-Weine der weißen Rebsorten Garganega, Tocai Friulano, Pinot blanc, Riesling, und Chardonnay sowie der roten Rebsorten Barbera, Cabernet Sauvignon, Merlot und Raboso.
Der Pinello ist ein Weißwein aus einer speziellen Rebsorte, die es nur in den Euganeischen Hügeln gibt. Der Serprino ist ein vino frizzante aus der Glera (so heißt seit Anfang 2010 die Rebsorte Prosecco), der ausschließlich in der Provinz Padua so heißen darf. Der Fior d’Arancio (= Orangenblüte) ist ein süßer Dessertwein aus der Rebsorte Moscato fior d’arancio.
Imkereien, ebenfalls bereits in der Antike vermutet, produzieren Honig aus den Blüten der Akazien, Kastanien, Erika und Lavendel, der in die Liste der Qualitätsprodukte unter der Direktive des italienischen Landwirtschafts- und Forstministeriums aufgenommen worden ist.
Die lokalen Olivenöl-Erzeuger Rasara, Marzemina, Rondella und Matosso stellen ihre Produkte individuell unterschiedlich nach antiken Rezepturen her.
Nebenprodukte vieler Erzeuger sind selbstgemachte Marmeladen, Säfte und Sirupe aus Wildfrüchten wie Brombeeren und Himbeeren sowie aus kultivierten Chinesische Jujuben, Granatäpfeln, Nüssen, Mispeln und Mandeln.

## Liste der Hügel
| Monte                     | Höhe (m. s.l.m) |
| ------------------------- | --------------- |
| Alto                      | 182             |
| Altore                    | 366             |
| Arrigon                   | 200             |
| Baiamonte                 | 486             |
| delle Basse               | 158             |
| Bello                     | 105             |
| Calbarina                 | 136             |
| Castello di Calaone       | 316             |
| Castello di Monselice     | 250             |
| Castellone                | 207             |
| del Castello oder Cecilia | 199             |
| Cero                      | 409             |
| Ceva                      | 255             |
| Cinisella                 | 130             |
| Cinto                     | 282             |
| Croce                     | 090             |
| Faedo                     | 299             |
| Fasolo                    | 301             |
| Fiorin 1                  | 013             |
| Frassinelle               | 062             |
| Gallo                     | 385             |
| Gemola                    | 281             |
| Grande                    | 474             |
| delle Grotte              | 244             |
| Lispida                   | 094             |
| Lonzina                   | 234             |
| Lozzo                     | 324             |
| della Madonna             | 523             |
| Marco                     | 350             |
| Merlo                     | 101             |
| Monticello                | 027             |
| Murale                    | 231             |
| Orbieso                   | 330             |
| Orsara                    | 362             |
| Ortone                    | 168             |
| Peraro                    | 376             |
| Pendice                   | 304             |
| Piccolo                   | 316             |
| Pirio                     | 328             |
| Resino                    | 165             |
| Ricco                     | 330             |
| Rosso                     | 174             |
| Rua                       | 416             |
| Rusta                     | 396             |
| San Daniele               | 080             |
| Solone                    | 223             |
| Spinazzola                | 115             |
| Spinefrasse               | 202             |
| Staffolo                  | 097             |
| delle Valli               | 184             |
| Venda                     | 603             |
| Vendevolo                 | 460             |
| Ventolone                 | 407             |
| Zago                      | 149             |

## Gemeinden der Euganeischen Hügel
- Abano Terme
- Arquà Petrarca
- Baone
- Battaglia Terme
- Cervarese Santa Croce
- Cinto Euganeo
- Este
- Galzignano Terme
- Lozzo Atestino
- Monselice
- Montegrotto Terme
- Rovolon
- Teolo
- Torreglia
- Vo